# Homicide involontaire
Un homicide involontaire est le fait de tuer quelqu'un (composante homicide) en l'absence de volonté (composante involontaire).

## Droit par pays

### Droit canadien
Dans le droit pénal des États de common law, l'homicide involontaire coupable (anglais : manslaughter) est une infraction pénale que l'on peut définir comme « un homicide commis par une personne qui n'avait pas l'intention spécifique de causer la mort ou de poser l'acte qui l'a entraînée, qu'elle ait agi sous le coup d'une impulsion soudaine ou par suite d'une imprudence ou d'une négligence ». Autrement dit, l'accusé pouvait avoir une mens rea autre que l'intention spécifique de tuer la victime, comme l'intention de la blesser par exemple ou une mens rea de négligence.
Au sens absolu de l'absence de l'élément volontaire minimal de l'actus reus, un homicide involontaire n'est pas une véritable infraction criminelle car toute infraction criminelle exige un état minimal de maîtrise consciente de soi, de la conscience de sa conduite et de rapport à la réalité de l'accusé. Plaider l'absence de volonté dans un procès pénal revient à plaider la défense d'automatisme, de troubles mentaux ou d'intoxication extrême, lesquelles mènent à un verdict autre que la culpabilité (acquittement ou non-responsabilité criminelle pour troubles mentaux).
Dans les situations factuelles de décès sur la route où les procureurs décident de porter des accusations, le chef d'accusation utilisé ne sera généralement pas l'homicide involontaire coupable, mais plutôt une infraction spécifiquement en lien avec la conduite d'un véhicule à moteur.

### Droit belge
Dans un accident mortel de la route en Belgique, un conducteur impliqué peut être inculpé pour homicide involontaire, si :
- il est responsable de l'accident ;
- il a commis une infraction ;
- et/ou il a commis un manquement manifeste à une obligation de sécurité ou de prudence.

L'alcoolisme, l'emprise de stupéfiants, l'absence de permis, le grand excès de vitesse ou le délit de fuite sont des circonstances aggravantes.
L'homicide involontaire n'est donc pas un crime mais un délit, puni de trois ans d'emprisonnement. En cas de violation manifestement délibérée d'une obligation particulière de sécurité ou de prudence imposée par la loi ou le règlement, les peines encourues sont portées à cinq ans d'emprisonnement.
L'état en 2022 de la jurisprudence belge est que le fait d'écraser un enfant qui traversait sur un passage piétons est puni de dix-huit mois (un an et demi) d'emprisonnement avec sursis. La peine n'est donc appliquée qu'en cas de nouvelle condamnation, même pour un délit totalement différent. De plus le permis de conduire est annulé par le tribunal avec un délai de deux ans avant de pouvoir passer de nouveau les examens. Ces jurisprudences appliquent seulement 30% de du maximum que permet la loi belge (18 mois pour 60 mois).

### Droit français
D'après le site officiel de l'administration française, « L'homicide involontaire est le fait de causer la mort de quelqu'un sans le vouloir. Ce comportement ne constitue pas un crime mais un délit car la loi prend en compte l'absence de volonté de tuer la victime. Il peut s'agir par exemple d'un accident de la route mortel. Un proche d'une victime d'homicide involontaire peut déposer plainte contre l'auteur des faits, même s'il est inconnu. Il peut aussi décider de ne pas porter plainte ».
L'homicide involontaire est défini par l'article 221-6, dans le cadre des atteintes involontaires à la vie : « Le fait de causer, dans les conditions et selon les distinctions prévues à l'article 121-3.
Dans un accident mortel de la route en France, un conducteur impliqué peut être inculpé pour homicide involontaire, si :
- il est responsable de l'accident ;
- il a commis une infraction ;
- et/ou il a commis un manquement manifeste à une obligation de sécurité ou de prudence[7].

### Droit suisse
En droit suisse, l'homicide par négligence est puni en vertu de l'art.117 du code pénal suisse d’une peine privative de liberté de trois ans au plus ou d’une peine pécuniaire.
Cependant, si le criminel s'est mis consciemment dans une situation dans laquelle il a pris des risques inconsidérés, pas forcément dans une situation illicite mais dans une situation ayant augmenté le risque que le décès se produise au sens de l'art 12 al.3 du code pénal suisse, la jurisprudence a démontré que la peine est plus lourde.